# Teatro sperimentale Lirio Arena
Il Teatro sperimentale "Lirio Arena" è uno dei teatri della città di Ancona.

## Storia
Fu inaugurato nel maggio del 1960, dopo tre anni di lavori, grazie all'impegno e alla lungimiranza di Lirio Arena, di Antonio Fazi, di Antonio Bilei e dell'allora ministro Fernando Tambroni, con l'obiettivo di far rinascere ad Ancona il teatro drammatico dopo le distruzioni della Seconda guerra mondiale, e di dare ai suoi artisti un luogo nel quale realizzare le rappresentazioni in maniera continuativa. La sala degli spettacoli si caratterizzava per un ampio palcoscenico con boccascena da 12 metri, profondo 18 metri e con tre piani girevoli, impianto stereofonico ed apparato luci all'avanguardia. La platea poteva ospitare 320 spettatori seduti ed il teatro era completo di bar, foyer, sala prove, camerini e direzione. In attesa della riapertura del Teatro delle Muse, lo Sperimentale divenne il teatro cittadino e per finanziarne le spese di gestione fu costituito un comitato di sostenitori che diede solidità finanziaria consentendo alle migliori compagnie italiane di esibirvisi. Nel 1965 nacque l'Ente Autonomo Assistenza Artisti Marchigiani per sostenere il teatro dorico. Nel 1967 si decise di ampliare il teatro con l'acquisto dell'area circostante, ma la morte nel 1968, del direttore Lirio Arena colpì duramente lo Sperimentale e rallentò l'iter decisionale. I lavori di ampliamento furono avviati solo nel 1974 dopo la risoluzione delle difficoltà economiche e burocratiche. La riapertura al pubblico avvenne nel 1979.